# Александров, Виктор Евгеньевич
Ви́ктор Евге́ньевич Александро́в (1932—1995) — советский учёный, горный инженер, доктор технических наук, профессор, действительный член Академии горных наук, один из основоположников современных, высокоэффективных средств и способов ведения взрывных работ и технологии горно-подготовительных работ в угольных шахтах.

## Биография
Родился 12 июля 1932 году в городе Феодосия Крымской области.
После окончания в 1956 году Днепропетровского горного института работал на предприятиях угольной промышленности в Донбассе на должностях помощника начальника участка, районного инженера треста, начальника производственно-экспериментального управления и буровзрывных работ.
С 1967 года перешёл на работу в Институт горного дела имени А. А. Скочинского на должность заведующего лабораторией.
В 1985 году назначен заведующим отделением технологии проведения подготовительных выработок ИГД им. А. А. Скочинского.
В 1966 году защитил диссертацию на соискание учёной степени кандидата технических наук, в 1985— доктора технических наук. 
В 1987 год решением ВАК ему присвоено учёное звание профессора.
Под его научным руководством и при непосредственном участии выполнен и внедрён ряд важных для угольной отрасли разработок, направленных на повышением эффективности и безопасности взрывных работ, совершенствование техники и технологии проведения подготовительных горных выработок.
Осуществлял научное руководство практической реализацией отраслевой комплексной программы «Усовершенствовать и осуществить широкое внедрение прогрессивных способов и технических средств проведения, крепления и поддержания подготовительных горных выработок».
В 1995 году избран действительным членом Академии горных наук.
Автор более 200 научных работ и 50 авторских свидетельств на изобретения.
Под его руководством подготовлено 7 кандидатов технических наук.
Умер 19 мая 1995 года.
Похоронен в Москве на Николо-Архангельском кладбище.

## Награды и премии
Награждён орденом «Знак Почёта» и медалью.
Лауреат Премии им. академика А. А. Скочинского (1985).
Кавалер отраслевой награды Знак «Шахтёрская слава» II и III степени.